# Pachyschistochila splachnophylla
Pachyschistochila splachnophylla är en bladmossart som först beskrevs av Hook.f. et Taylor, och fick sitt nu gällande namn av R.M.Schust. et J.J.Engel. Pachyschistochila splachnophylla ingår i släktet Pachyschistochila och familjen Schistochilaceae. Inga underarter finns listade i Catalogue of Life.